# Пливање на Летњим олимпијским играма 1904.
Пливање на Летњим олимпијским играма 1904 одржаним у Сент Луису одржано је од 5. до 7. септембра. Ово је било једино пливачко такмичење у историји олимпијског пливања у којем су се поједине дистанце мериле у јардима.
На програму је било девет пливачких дисциплина и једна ронилачка, све само у мушкој конкуренцији.
Од девет дисциплина, само је трка на 200 метара (јарди) слободно, одржана и на претходним играма. Трка на 100 метара слободно је после паузе, на претходним играма, враћена у пливачки програм. Осталих седам дисциплина биле су у програму први пут, од којих се две (880 јарди слободно и штафета 4 х 50 јарди слободно) никад касније нису биле у пливачком програму олимпијских игара,
Ранија дисциплина на 200 метара леђно је на овим играма замењена краћом од 100 јарди (91 метар), a први пут је одржана једна трка у пливању прсним стилом.
На такмичењима у пливању забележена је равномернија конкуренција између такмичара из Америке и Европе. То је једини спорт у којем су представници Европе освојили више златних медаља од представника САД. Од укупно 651-ог спортисте на ЛОИ 1904. 526 су били спортисти домаћина игара САД.
У пливачком програму званично је била и дисциплина роњења на даљину, коју неки воде као посебан спорт али ни они немају тог спорта у попису спортова на ЛОИ 1904.

## Земље учеснице
Учествовала су 32 пливача из 4 (5*) земље учеснице.
- Аустрија (1)
- Немачка (4)
- Мађарска (2)
- САД (25 (24))
- Аустралија (0 (1))

## Сатница
| Датум             | Дисциплина                    |
| ----------------- | ----------------------------- |
| 5. септембар 1904 | 100 јарди (91,44 м) слободно  |
| 5. септембар 1904 | роњење на даљину              |
| 6. септембар 1904 | 50 јарди (45,72 м) слободно   |
| 6. септембар 1904 | 220 јарди (201,17 м) слободно |
| 6. септембар 1904 | 1 миља (1609,34 м) слободно   |
| 6. септембар 1904 | 100 јарди (91,44 м) леђно     |
| 7. септембар 1904 | 440 јарди (402,34 м) слободно |
| 7. септембар 1904 | 880 јарди (804,67 м) слободно |
| 7. септембар 1904 | 440 јарди (402,34 м) прсно    |
| 7. септембар 1904 | 4 x 50 јарди слободно         |

## Резултати

### Мушкарци
| Дисциплине            |                                                                               | Резултат |                                                                                | Резултат |                                                                                     | Резултат |
| слободни стил         |                                                                               |          |                                                                                |          |                                                                                     |          |
| 50 јарди детаљи       | Золтан Халмаи · Мађарска                                                      | 28,0     | Скот Лири САД                                                                  | 28,06    | Чарлс Данијелс САД                                                                  | неп.     |
| 100 јарди детаљи      | Золтан Халмаи · Мађарска                                                      | 1:02,8   | Чарлс Данијелс САД                                                             | неп.     | Скот Лири САД                                                                       | неп.     |
| 220 јарди детаљи      | Чарлс Данијелс САД                                                            | 2:44,2   | Frank Gailey САД                                                               | 2:46,0   | Емил Рауш Немачка                                                                   | 2:56,0   |
| 440 јарди детаљи      | Чарлс Данијелс САД                                                            | 6:16,2   | Frank Gailey САД                                                               | 6:22,0   | Ото Вале Аустрија                                                                   | 6:39,0   |
| 880 јарди детаљи      | Емил Рауш Немачка                                                             | 13:11,4  | Frank Gailey САД                                                               | 13:23,4  | Геза Киш · Мађарска                                                                 | неп.     |
| 1 миља детаљи         | Емил Рауш Немачка                                                             | 27:18,2  | Геза Киш · Мађарска                                                            | 28:28,2  | Frank Gailey САД                                                                    | 28:54,0  |
| леђни стил            |                                                                               |          |                                                                                |          |                                                                                     |          |
| 100 јарди деатаљи     | Валтер Брак                                                                   | 1:16,8   | Георг Хофман Немачка                                                           | 1:18,0   | Георг Цахаријас Немачка                                                             | 1:19,6   |
| прсни стил            |                                                                               |          |                                                                                |          |                                                                                     |          |
| 440 јарди деатаљи     | Георг Цахаријас Немачка                                                       | 7:23,6   | Валтер Брак Немачка                                                            | 7:33,0   | Џем Хенди САД                                                                       | неп.     |
| штафета слободни стил |                                                                               |          |                                                                                |          |                                                                                     |          |
| 4 х 50 јарди детаљи   | САД Њујоршки атлетски клуб Joseph Ruddy Лео Гудвин Луис Хендли Чарлс Данијелс | 2:04,6   | САД Чикашка атлетска асоцијација Давид Хамонд Бил Татл Hugo Goetz Рејмонд Торн | неп.     | САД Мисури атлетски клуб Amedee Reyburn Gwynne Evans Маркард Шварц William Orthwein | неп.     |

## Биланс медаља
|    | Држава       |   |       |       |         |
| -- | ------------ | - | ----- | ----- | ------- |
| 1. | Немачка      | 4 | 2     | 2     | 8       |
| 2. | САД          | 3 | 6 (3) | 5 (4) | 14 (10) |
| 3. | Мађарска     | 2 | 1     | 1     | 4       |
| 4. | Аустрија     | 0 | 0     | 1     | 1       |
| 5. | Аустралија   | 0 | (3)   | (1)   | (4)     |
|    | Укупно 4 (5) | 9 | 9     | 9     | 27      |

У загради код екипе САД налазе се медаље које је освојио Аустралијанац Frank Gailey .

## Роњење
Дисциплина роњење на даљину је била у програму пливачких такмичења, али је неки приказују као засебан спорт или га сврставају заједно са скоковима у воду.
| Дисциплина              |              | Резултат |                 | Резултат |                | Резултат |
| роњење на даљину детаљи | Бил Дики САД | 19,05 м  | Едгар Адамс САД | 17,52 м  | Лео Гудвин САД | 17,37 м  |

## Занимљивости
- Дисциплина — 9
- Учесника — 32 (32 муш. 0 жена)
- Земље учеснице — 5
- Најмлађи учесник — Маркард Шварц, 17 год и 39 дана, САД
- Најстарији учесник — Едгар Адамс, 36 год и 153 дана, САД
- Највише златних медаља, појединачно — 3 Чарлс Данијелс, САД
- Највише златних медаља, екипно — 4 Немачка
- Највише медаља укупно, појединачно — 5 Чарлс Данијелс, САД]
- Највише медаља укупно, екипно — 13 САД